# Oberellen
Oberellen ist ein Teil der Gemeinde Gerstungen im Wartburgkreis in Thüringen (Deutschland).

## Geographie
Oberellen liegt etwa 11 Kilometer westlich von Eisenach. Nördlich des Ortes fließt die Elte vorbei. Der bewaldete Berg Lehne mit den Nebenkuppen Ehmesberg, Ellerberg, Mordberg, Ritzberg und Wolfsberg ist eine stark gegliederte Erhebung an der Flurgrenze zu Marksuhl und bildet die Wasserscheide zwischen dem Eltetal und dem Suhltal. Die geographische Höhe des Ortes Oberellen beträgt 235 m ü. NN.

## Geologie
Der Südwesten der Gemarkung wird durch die Schichtenfolge des Buntsandsteins geprägt. Im Nordwesten erfolgt über die Gesteinsabfolge des Zechsteins ein Anstieg zu den von Rotliegend-Konglomeraten gebildeten Höhen des nordwestlichen Thüringer Waldes. Im Buntsandsteingebiet sind zahlreiche Muldentälchen ausgebildet und die Landschaft dadurch stark gegliedert.

## Landnutzung
Die Höhenlagen sind vielfach bewaldet und werden forstlich genutzt. Der Grünlandanteil ist traditionell relativ hoch. Von traditioneller Weidewirtschaft zeugen zum Teil alte Hutebäume innerhalb der Flur.

## Geschichte

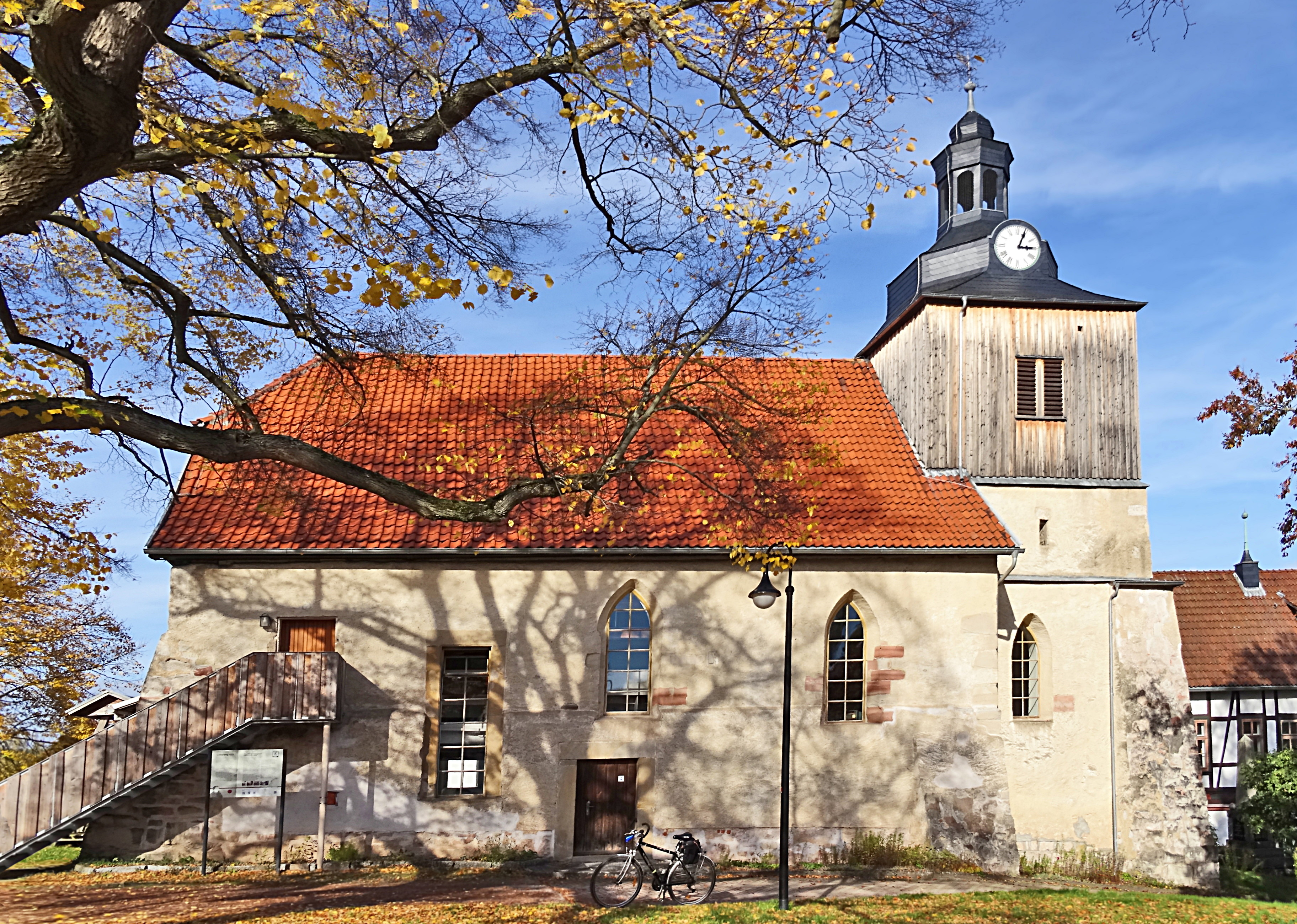
Die Dorfkirche in Oberellen

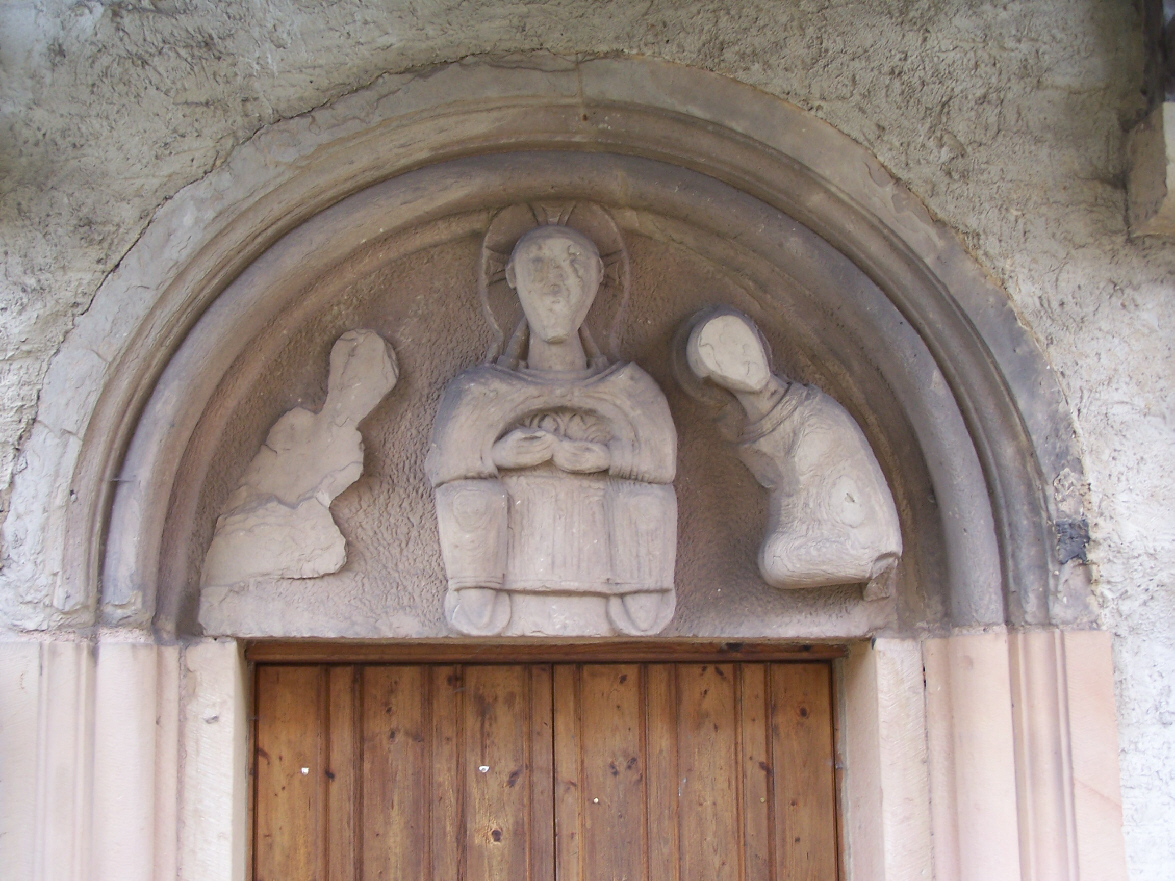
Romanisches Tympanon der Dorfkirche

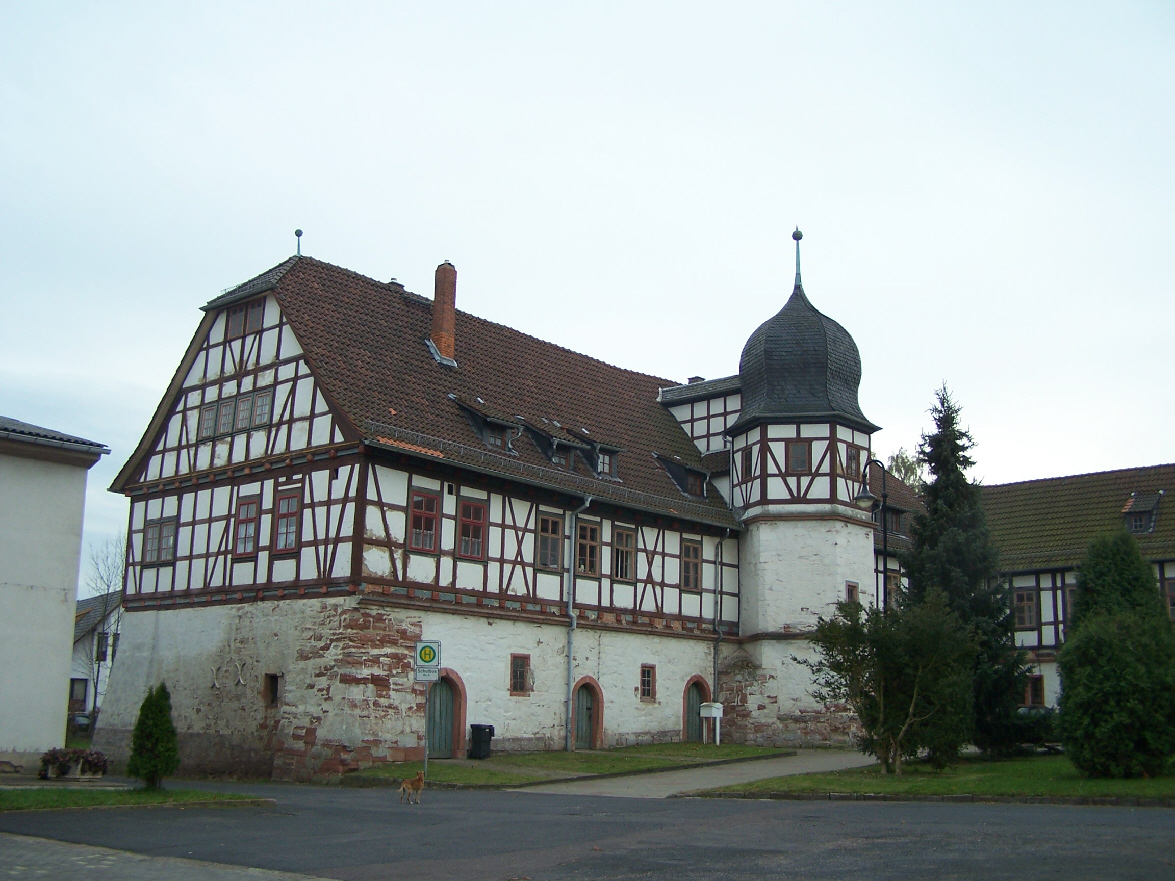
Die Hofseite des Schlosses in Oberellen

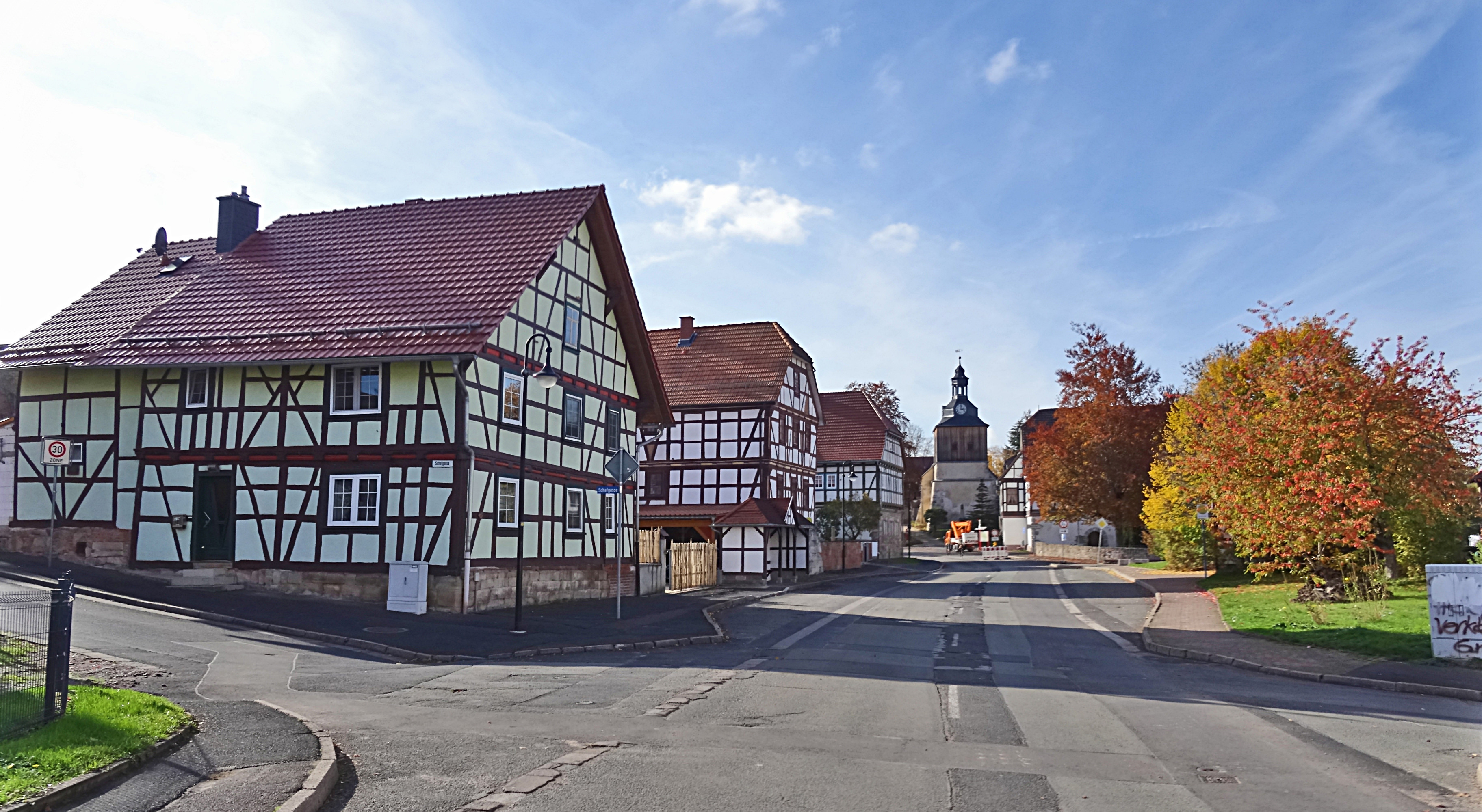
Die Friedensteinstraße in Oberellen mit prägendem Fachwerk-Ensemble

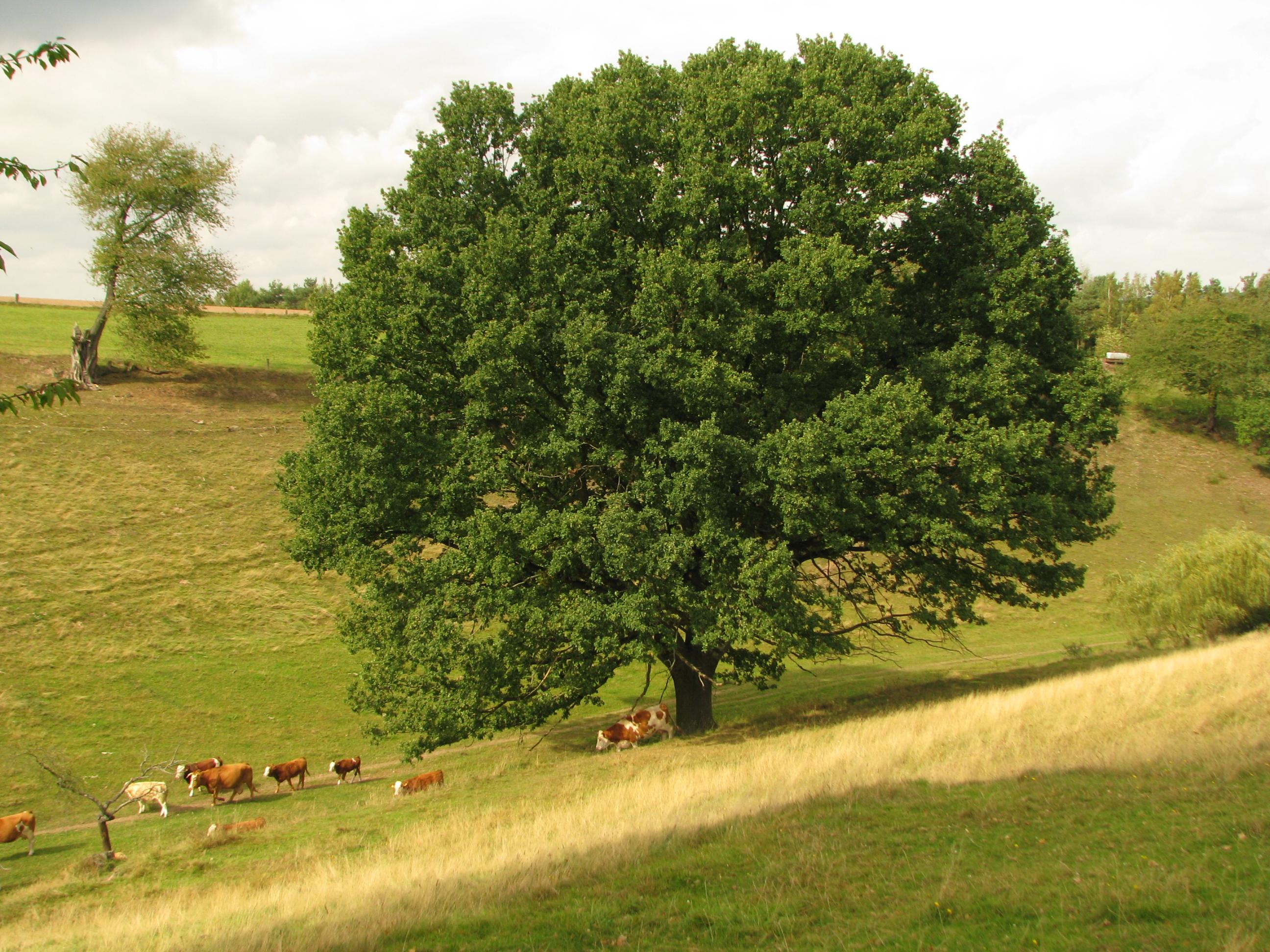
Hutelandschaft bei Oberellen

Das Dorf Oberellen entstand an einer Furtstelle der im Mittelalter als Kurze Hessen bezeichneten  Handelsstraße – einem Seitenast der Hohen Straße – auch Via Regia im Abschnitt Eisenach – Oberellen – Herda – Berka/Werra.
Die früheste urkundliche Erwähnung des Ortes datiert aus dem Jahr 1014. Als Grundherr und Besitzer des Ortes gilt das Kloster Fulda. König Heinrich IV. weilte 1075 mehrfach mit seiner Heeresmacht im Werragebiet, um die aufständischen Thüringer und Sachsen zu befrieden. Bei einer dieser Strafexpeditionen rastete sein Heer vor der Entscheidungsschlacht bei Langensalza (Kloster Homburg) bei dem Dorf Elnde.
Im 12. Jahrhundert war das Dorf in den Besitz der Ritter von Goldbach gelangt, deren Stammsitz westlich von Gotha im gleichnamigen Dorf an der Nesse lag. Die Goldbacher Ritter waren Ministerialen der Thüringer Landgrafen. Der Eigenbesitz zu Elnde wurde 1121 an das Kloster Reinhardsbrunn abgetreten. Eine im Ort bereits seit alters befindliche Kapelle wurde durch den Abt zur Propstei bestimmt – heutige Dorfkirche Oberellen – und die vorhandenen Güter zu einem Wirtschaftshof des Klosters zusammengelegt.
Später fiel Oberellen zusammen mit Clausberg, Frommeshof, Hütschhof und Dachsberg als Exklave an die Grafschaft Henneberg, so dass diese Orte auch zum im Jahre 1500 gegründeten Fränkischen Reichskreis gehörten. Das Dasein als in Richtung Süden angebundene Exklave setzte sich bis 1922 mit der Zugehörigkeit zu Sachsen-Meiningen fort. Bis 1868 gehörten die genannten Orte dort zum Amt Salzungen. Von dieser Sonderrolle zeugen heute noch hunderte, oft meterhohe Grenzsteine rings um den Ort.
Mit der Säkularisation der Thüringer Klöster gelangte der Besitz 1543 an den kaiserlichen Offizier Conrad von Hanstein († 1553)  durch welchen die Eichsfelder Adelsfamilie von Hanstein das Dorf als Gerichts- und Lehnsherren übernahmen. Im Ort entstanden zwei repräsentative Schlösser, eines davon ist das Schloss Oberellen. Die Kirche wurde im 16. Jahrhundert grundlegend modernisiert. Die Suche nach Kupfererz führte im 16. Jahrhundert zu einem heftigen Anstieg des Bergbaues mit seinen Nebenerscheinungen: Raubbau am Wald zur Deckung des Holzkohle- und Grubenholzbedarfs. Ausgedehnte Pingenfelder und Stollen finden sich noch heute vom Rangenhof bis zum Clausberg. Abseits des Hauptortes entstanden in den Seitentälern mehrere Einzelhöfe: Frommeshof, Rangenhof, Hütschhof, Dachsberg (Wüstung) und der Clausberg – wohl eine hochmittelalterliche Klause (Raststätte) am Rennsteig.
Von den Folgen des Dreißigjährigen Krieges erholte sich der Ort rasch und die zahlreichen, noch heute vorhandenen prachtvollen Fachwerkhäuser belegen den Wohlstand der Bevölkerung in den Folgejahren. Am 16. März 2004 wurde Oberellen ein Teil der Einheitsgemeinde Gerstungen.

### Einwohnerentwicklung
| Jahr       | Einwohner |
| ---------- | --------- |
| 31.12.2004 | 887       |
| 01.06.2005 | 888       |
| 31.12.2005 | 861       |
| 31.12.2006 | 858       |
| 30.06.2007 | 870       |

## Politik
Erster Ortsbürgermeister nach Bildung der Einheitsgemeinde 2004 wurde Frank Bönicke (CDU). Er wurde durch die Kommunalwahl im Juni 2009 von Caterina Körner, die für SPD/Freie Wähler angetreten war, abgelöst.

## Kultur und Sehenswürdigkeiten
Das Ortsbild wird noch maßgeblich von der traditionellen Fachwerkarchitektur geprägt. Zahlreiche Gebäude im Dorfzentrum stehen unter Denkmalschutz.
Die Dorfkirche Oberellen ist bemerkenswert durch ein romanisches Tympanon aus der Zeit ihrer Zugehörigkeit zum Kloster Reinhardsbrunn sowie Renaissance-Epitaphe der Adelsfamilie Hanstein. Auch das mit prächtigen Wappentafeln geschmückte Portal des Schlosses Oberellen, erbaut 1594 bis 1604, verweist auf die einstigen Besitzer, die Familie von Hanstein. Im Schloss befindet sich heute neben der Schlossklause eine Pilgerherberge. Der Ort ist Teil eines Thüringer Abschnitts des Jakobswegs. Neben der Evangelischen Kirche in Mitteldeutschland ist eine Evangelisch-Freikirchliche Gemeinde (Baptisten) im Ort vertreten.
Weitere Sehenswürdigkeiten sind der Frommeshof, ein prachtvolles Fachwerkgehöft nördlich des Ortes, sowie das am Rennsteig gelegene Gut Clausberg mit schlossartigem Herrenhaus. Nördlich des Clausbergs führt der bergbaukundliche Lehrpfad „Mit Hammer und Schlegel“. Am Rennsteig trifft man am östlichsten Punkt der Gemarkung auf den Vachaer Stein, einen Wegeobelisk aus dem 19. Jahrhundert.
Entlang der alten Handelsstraße „Kurze Hessen“ verläuft südlich von Oberellen der Sallmannshäuser Rennsteig, ein Zweigweg des Rennsteigs. Der mit einem „S“ markierte Wanderweg verbindet den Thüringer Wald mit dem Werratal.
Seit mehreren Jahrzehnten pflegt die Dorfgemeinschaft jährlich ein traditionelles Fest – die Kirmes.

## Wirtschaft und Infrastruktur
Die wirtschaftliche Entwicklung des Ortes Oberellen war während der DDR-Zeit auf Landwirtschaft ausgerichtet. Am östlichen und westlichen Ortsrand wurden zwei Gebäudekomplexe als landwirtschaftlicher Großbetrieb konzipiert und bis zur Wende bewirtschaftet. Ein Teil der Gebäude ist gegenwärtig ungenutzt und dem Verfall preisgegeben.
Heute wird die Wirtschaft des Ortes von kleinen Gewerbetreibenden bestimmt.

### Verkehr
Straßenverkehr
Die Anschlussstelle 36 (Gerstungen) der A 4 erreicht man über die L1020 – Fahrstrecke 16 Kilometer.  Die Anschlussstelle 37 (Wommen) der A 4 erreicht man über Sallmannshausen und Neustädt nach 16 Kilometern.
Schienenverkehr
Bedingt durch die Deutsche Teilung wurde 1962 südlich der Ortslage die Bahnstrecke Förtha–Gerstungen mit dem Haltepunkt Dietrichsberg erbaut. Nach der Wiederinbetriebnahme der Werratalbahn auf der ursprünglichen Strecke über Herleshausen wurde die Bahnstrecke 1993 abgebaut.
Heute befindet sich der nächstgelegene Bahnhof in Förtha an der Werrabahn.
Busverkehr
Nach Oberellen verkehren folgende Buslinien der Verkehrsgesellschaft Wartburgkreis mbH:
| Linie | Fahrstrecke                                                            |
| ----- | ---------------------------------------------------------------------- |
| L-50  | Eisenach – Oberellen – Eckardtshausen                                  |
| L-50a | Eisenach – Wilhelmsthal – Wolfsburg-Unkeroda – Oberellen – Gerstungen  |
| L-51  | Eisenach – Hörschel – Neuenhof – Lauchröden – Unterellen – Oberellen   |
| L-52  | Eisenach – Marksuhl – Berka (Werra) – Dankmarshausen – Großensee       |
| L-53  | Eisenach – Lauchröden – Sallmannshausen – Gerstungen-Untersuhl         |
| L-93  | Eisenach – Stedtfeldt – Neuenhof – Lauchröden – Unterellen – Oberellen |

## Persönlichkeiten
- Alfred Hoehn (1887–1945), Pianist, geboren in Oberellen
- Karl Meusel (1912–1986), Maler